# Cole Younger
Thomas Coleman Younger (15 de enero de 1844 – 21 de marzo de 1916) fue un famoso guerrillero Confederado, devenido en bandido después de la Guerra Civil de Estados Unidos. Junto a sus hermanos Jim, John y Robert "Bob" Younger, se unió a Jesse James, liderando la banda criminal James-Younger, en el estado de Misuri.

## Biografía
Thomas Coleman "Cole" Younger, nació el 15 de enero de 1844, el séptimo de los catorce hijos de Henry Washington Younger, un próspero granjero de lo que es ahora Greenwood, Misuri, y Bersheba Leighton Fristoe, hija de un prominente granjero del Condado de Jackson.

## Guerra Civil
Durante la Guerra Civil, su padre, Henry Younger, fue muerto por un destacamento de guerrilleros pro-unionistas, al mando del Capitán Walley. Según alegó este después, Henry Younger lo había atacado de imprevisto, en respuesta a sus pretensiones con la hermana de este, se cree que este hecho fue el motivo para que Cole y sus hermanos tomaran partido por las fuerzas Confederadas, formando una guerrilla. Los Younger se unieron al notorio guerrillero William Clarke Quantrill y tomaron parte el 21 de agosto de 1863, en la masacre de 200 hombres y niños en Lawrence, Kansas, tras lo cual el pueblo fue saqueado y quemado. En el ataque sólo respetaron a las mujeres.

## Bandolerismo y prisión
Tras la guerra, actuó con la banda James-Younger junto con sus hermanos Jim , John y Bob y los hermanos James, Jesse y Frank, en asaltos a diligencias, trenes y bancos hasta el fracasado atraco al First Nacional Bank de Northfield, Minnesota, el 7 de septiembre de 1876, en que fueron repelidos a tiros y pedradas por la propia población local. Charlie Pitts murió y Cole, Jim y Bob Younger fueron heridos y capturados. Se declararon culpables para evitar la horca y fueron condenados a cadena perpetua el 18 de noviembre de 1876. Frank y Jesse James huyeron a Tennessee, donde vivieron tranquilos hasta que en 1879 Jesse regresó al bandolerismo hasta su muerte el 3 de abril de 1882. Frank se entregó a la autoridad, fue absuelto y se retiró a vivir en paz.
Bob Younger murió en 1889 de tuberculosis en prisión y Cole y Jim obtuvieron la libertad condicional el 10 de julio de 1901. Jim Younger se suicidó el 19 de octubre de 1902 y Cole Younger recorrió el Sur estadounidense junto a Frank James enrolados en un espectáculo que recreaba el Viejo Oeste. Luego Cole dio conferencias y escribió sus memorias. Frank James murió el 18 de febrero de 1915 y Cole Younger el 21 de marzo de 1916.